# Équipe de Belgique de football en 1910
Maillots
Chronologie
Saison précédente Saison suivante
L'équipe de Belgique de football connaît en 1910 une année plutôt faste avec trois victoires et un partage pour une seule défaite, assez salée il est vrai. Durant cette saison internationale, le buteur belge Alphonse Six se montre très réaliste devant les buts adverses avec pas moins de 5 réalisations. À noter que pour la première fois, devant un public venu les soutenir en nombre, les Diables Rouges vont réussir à tenir en échec la sélection anglaise, jusque là ultra dominatrice.

## Résumé de la saison

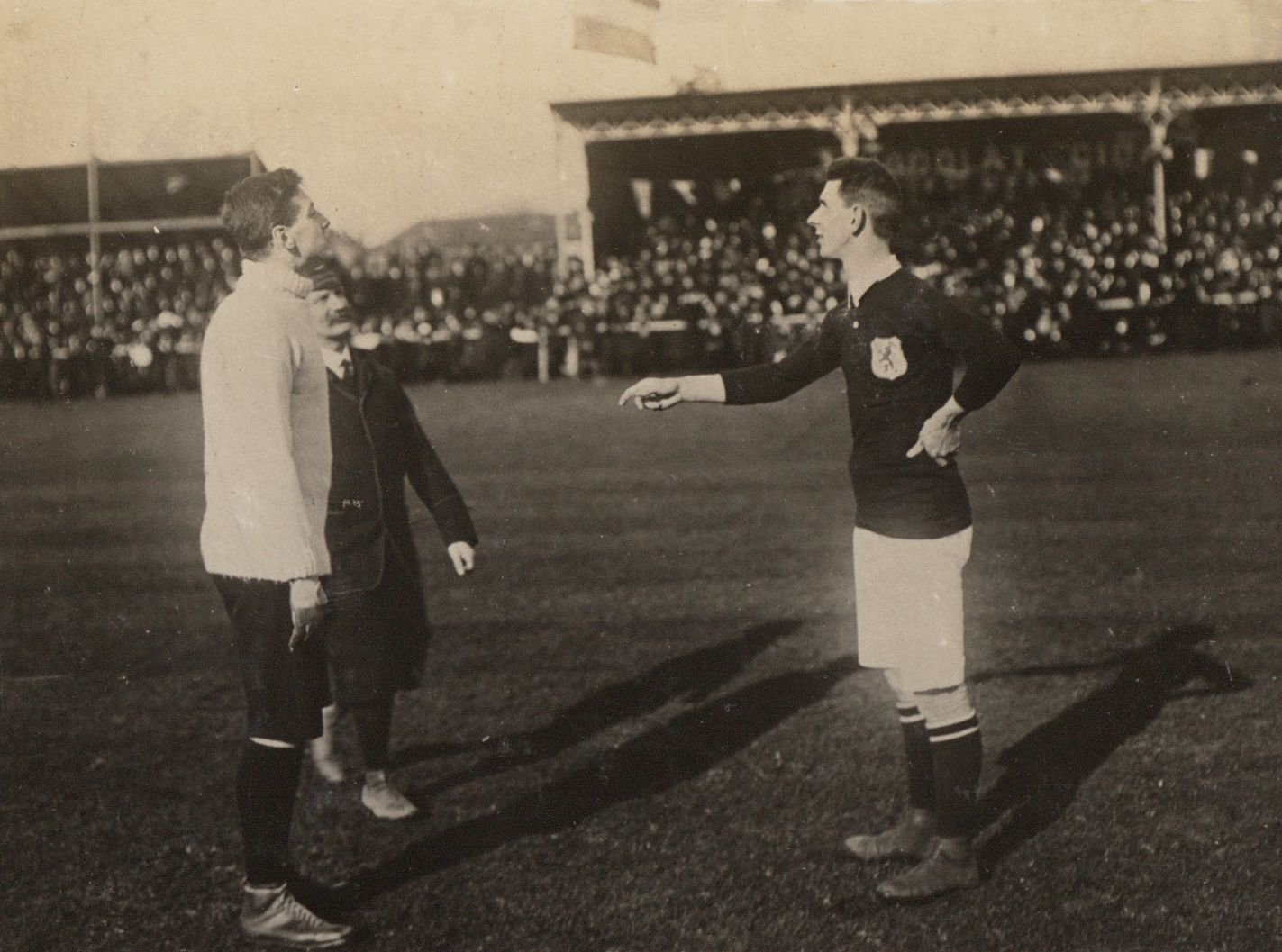
Les capitaines, Marcel Feye et Lou Otten, entourant l'arbitre anglais James Schumacher, lors du toss de la rencontre Belgique-Pays-Bas disputée sur le terrain du Beerschot, le 13 mars 1910.

Les Diables Rouges remportent en cette année 1910 la Coupe Van den Abeele contre les Pays-Bas (3-2),,, le 13 mars à Anvers, après une rencontre pleine de péripéties. Les deux parties marquant chacune deux buts en l'espace de moins de dix minutes, le trophée doit une nouvelle fois être attribué après des prolongations au cours desquelles Alphonse Six score le premier des cinq buts qu'il inscrira tout au long de cette saison.
La date du 26 mars est à marquer d'une pierre blanche pour le football belge, ce jour-là pas moins de quatre mille personnes prirent d'assaut les installations du Léopold pour assister à ce qui serait sans aucun doute le plus grand exploit de la Belgique jusqu'à la première guerre mondiale. La Belgique allait en effet tenir en échec les amateurs anglais (2-2) après avoir même mené à la marque à la mi-temps,. C'était le jour des grandes premières : les hymnes nationaux furent joués pour la première fois avant le coup d'envoi et, pour la première fois, le public envahit le terrain pour porter les joueurs belges en triomphe.
La Belgique se déplace quelques jours plus tard à Gentilly pour y affronter Les Bleus dont ils se défont assez facilement (0-4) avec notamment un triplé de Alphonse Six,,.
La semaine suivante, les Pays-Bas accueillent les Diables Rouges à Haarlem dans le cadre de la 6e Rotterdamsch Nieuwsblad Beker et leur infligent une véritable punition (7-0) avec un triplé de Caius Welcker et deux doublés de Mannes Francken et Jan Thomée,. Les années passant, la foule commence très sérieusement à se masser lors de ces derbies des plats pays, généralement très disputés. Ce jour-là, ce ne sont pas moins de dix mille spectateurs qui viennent assister au duel entre les deux pays voisins organisé dans l'enceinte du HFC Haarlem.
L'équipe belge clôt sa saison avec un déplacement en Allemagne, le 16 mai à Duisbourg, pour y rencontrer la délégation allemande pour la première fois de son histoire de manière officielle. Le résultat est à l'avantage des Belges (0-3),, mais il est à noter que l'Allemagne était alors encore dans sa prime jeunesse footballistique, leurs débuts officiels datant de 1908, soit deux ans auparavant seulement.

## Les matchs
| Match amical Coupe Van den Abeele                             | Belgique                   | 3 - 2 a. p.           | Pays-Bas                            | Kiel Anvers, Belgique                                 |                                                       |
| 13 mars 1910 · 15:00 heure locale · Historique des rencontres | De Veen 19e 24e · Six 119e | (2 – 2, 2 – 2, 2 – 2) | Lutjens (nl) 21e · Kessler (nl) 26e | Spectateurs : 8 500 Arbitrage : James Schumacher (hu) | Spectateurs : 8 500 Arbitrage : James Schumacher (hu) |
| 13 mars 1910 · 15:00 heure locale · Historique des rencontres | Rapport                    |                       |                                     | Spectateurs : 8 500 Arbitrage : James Schumacher (hu) | Spectateurs : 8 500 Arbitrage : James Schumacher (hu) |

| Match amical                                                  | Belgique                  | 2 - 2   | Angleterre amateur         | Vélodrome de Longchamps Uccle, Belgique              |                                                      |
| 26 mars 1910 · 16:00 heure locale · Historique des rencontres | Six 23e · Paternoster 25e | (2 – 1) | Owen 16e · Porter (en) 55e | Spectateurs : 4 000 Arbitrage : Christiaan Groothoff | Spectateurs : 4 000 Arbitrage : Christiaan Groothoff |
| 26 mars 1910 · 16:00 heure locale · Historique des rencontres | Rapport                   |         |                            | Spectateurs : 4 000 Arbitrage : Christiaan Groothoff | Spectateurs : 4 000 Arbitrage : Christiaan Groothoff |

| Match amical                                                  | France                        | 0 - 4   | Belgique | Stade de la F.G.S.P.F. Gentilly, France   |                                           |
| 3 avril 1910 · 15:00 heure locale · Historique des rencontres | Six 27e 70e 85e · De Veen 73e | (0 – 1) |          | Spectateurs : 956 Arbitrage : James Stark | Spectateurs : 956 Arbitrage : James Stark |
| 3 avril 1910 · 15:00 heure locale · Historique des rencontres | Rapport                       |         |          | Spectateurs : 956 Arbitrage : James Stark | Spectateurs : 956 Arbitrage : James Stark |

| Match amical Rotterdamsch Nieuwsblad Beker                     | Pays-Bas                                                | 7 - 0   | Belgique | Stadion De Hout (nl) Haarlem, Pays-Bas         |                                                |
| 10 avril 1910 · 15:00 heure locale · Historique des rencontres | Welcker 10e 28e · Francken 15e 45e 62e · Thomée 55e 80e | (4 – 0) |          | Spectateurs : 11 000 Arbitrage : John Howcroft | Spectateurs : 11 000 Arbitrage : John Howcroft |
| 10 avril 1910 · 15:00 heure locale · Historique des rencontres | Rapport                                                 |         |          | Spectateurs : 11 000 Arbitrage : John Howcroft | Spectateurs : 11 000 Arbitrage : John Howcroft |

| Match amical                                                 | Allemagne | 0 - 3   | Belgique                          | Sportplatz am Grunewald Duisbourg, Allemagne    |                                                 |
| 16 mai 1910 · 16:30 heure locale · Historique des rencontres |           | (0 – 1) | Saeys 20e 48e · Van Staceghem 75e | Spectateurs : 8 000 Arbitrage : Herbert Willing | Spectateurs : 8 000 Arbitrage : Herbert Willing |
| 16 mai 1910 · 16:30 heure locale · Historique des rencontres | Rapport   |         |                                   | Spectateurs : 8 000 Arbitrage : Herbert Willing | Spectateurs : 8 000 Arbitrage : Herbert Willing |

Note : Première rencontre officielle entre les deux nations.

## Les joueurs
| Joueurs              | Joueurs                  | Amical | Amical | Amical | Amical | Amical |
| -------------------- | ------------------------ | ------ | ------ | ------ | ------ | ------ |
| Gardiens de but      |                          |        |        |        |        |        |
| Marcel Feye          | Léopold Football Club    | 120    | 90     |        | 90     | 90     |
| Pierre Kogel         | Standard de Liège        |        |        | 90,    |        |        |
| Défenseurs           |                          |        |        |        |        |        |
| Paul Bouttiau        | Standard de Liège        | 120    | 90     | 90     | 90     |        |
| Émile Andrieu        | Racing Club de Bruxelles | 120    | 90     | 90     | 90     | 90     |
| Maurice Petit        | Standard de Liège        | 120,   |        |        |        |        |
| Charles Cambier      | FC Brugeois              | 120    | 90     | 90     | 90     |        |
| Charles Bauwens      | Daring Club de Bruxelles |        | 90     |        |        | 90     |
| Louis Joux           | Léopold Football Club    |        |        |        |        | 90     |
| Edmond Verbruggen    | CS Brugeois              |        |        |        |        | 90,    |
| Milieux              |                          |        |        |        |        |        |
| Fernand Goossens     | Racing Club de Bruxelles | 120    |        | 90     | 90     |        |
| Hector Goetinck      | FC Brugeois              | 120    | 90     | 90     | 90     |        |
| Prosper Braeckman    | Daring Club de Bruxelles |        | 90     | 90     | 90     |        |
| Émile Reuse          | CS Brugeois              |        |        |        |        | 90     |
| Attaquants           |                          |        |        |        |        |        |
| Alphonse Six         | CS Brugeois              | 120 ,  | 90     | 90     | 90     |        |
| Robert De Veen       | FC Brugeois              | 120    | 90     | 90     | 90     | 90     |
| Louis Saeys          | CS Brugeois              | 120    | 90     | 90     | 90     | 90     |
| Désiré Paternoster   | FC Brugeois              | 120    | 90     | 90     | 90     |        |
| Maurice Vertongen    | Union Saint-Gilloise     |        |        |        |        | 90     |
| Edmond Van Staceghem | Daring Club de Bruxelles |        |        |        |        | 90 ,   |
| Edgard Van Boxtaele  | FC Brugeois              |        |        |        |        | 90     |

1. 1 2 3 4 5 6 7 8 9  Dernière sélection officielle pour le joueur.
2. 1 2 3 4 5 6 7  Première sélection officielle pour le joueur.
3. 1 2 3  Premier but officiel pour le joueur.

## Sources